# Haloa - praznik kurvi
Haloa - praznik kurvi é um filme iugoslavo de 1988, dirigido por Lordan Zafranović, baseado no romance homônimo de Veljko Barbieri.